# Lucien Pissarro
Lucien Pissarro (ur. 20 lutego 1863 w Paryżu, zm. 10 lipca 1944 w Somerset) – francuski (a w późniejszym okresie również brytyjski) malarz impresjonistyczny i neoimpresjonistyczny, grafik i ilustrator pochodzenia żydowskiego. Syn Camille’a Pissarro. Jego córka, Orovida Camille Pissarro (1893–1968), znana jako „Orovida”, również była malarką, malującą głównie tematy zwierzęce.

## Życiorys
Lucien Pissarro urodził się jako najstarsze z siedmiorga dzieci malarza impresjonistycznego Camille’a Pissarro i Julie Vellay. W latach 1870–1871, w czasie wojny francusko-pruskiej po raz pierwszy odwiedził z rodziną Anglię. W 1879 roku wyjechał na wyspę Saint Thomas jako praktykant kupiecki.
W latach 1883–1884 ponownie przybył do Anglii. Zamieszkał z rodziną w domu przy Holloway Road w północnym Londynie. Uczył się angielskiego pracując jednocześnie w biurze wydawcy muzycznego. Podobnie jak ojciec, Pissarro był zarówno malarzem, jak i ilustratorem. W 1884 roku powrócił do Francji, pracując jako pejzażysta. Dochód czerpał z ilustrowania książek. W 1886 roku razem z ojcem wziął udział w ostatniej wystawie impresjonistów. W tym czasie poznał i nawiązał współpracę z takimi malarzami jak Paul Signac i Vincent van Gogh; ten ostatni dedykował mu w 1887 roku jeden ze swych obrazów, Kosz jabłek, przyjacielowi Lucienowi Pissarro (Kröller-Müller Museum, Otterlo). Lucien Pissarro wystawiał również w Salonie Niezależnych w Paryżu, po raz pierwszy w 1886 roku, a następnie w 1888. Związał się z Paulem Signac’iem i Georges’em Seuratem, z którymi wspólnie wystawiał swoje prace na wystawach zatytułowanych „Neoimpresjonizm”, zorganizowanych w Paryżu w okresie grudzień 1892–grudzień 1893 i grudzień 1893–luty 1894.

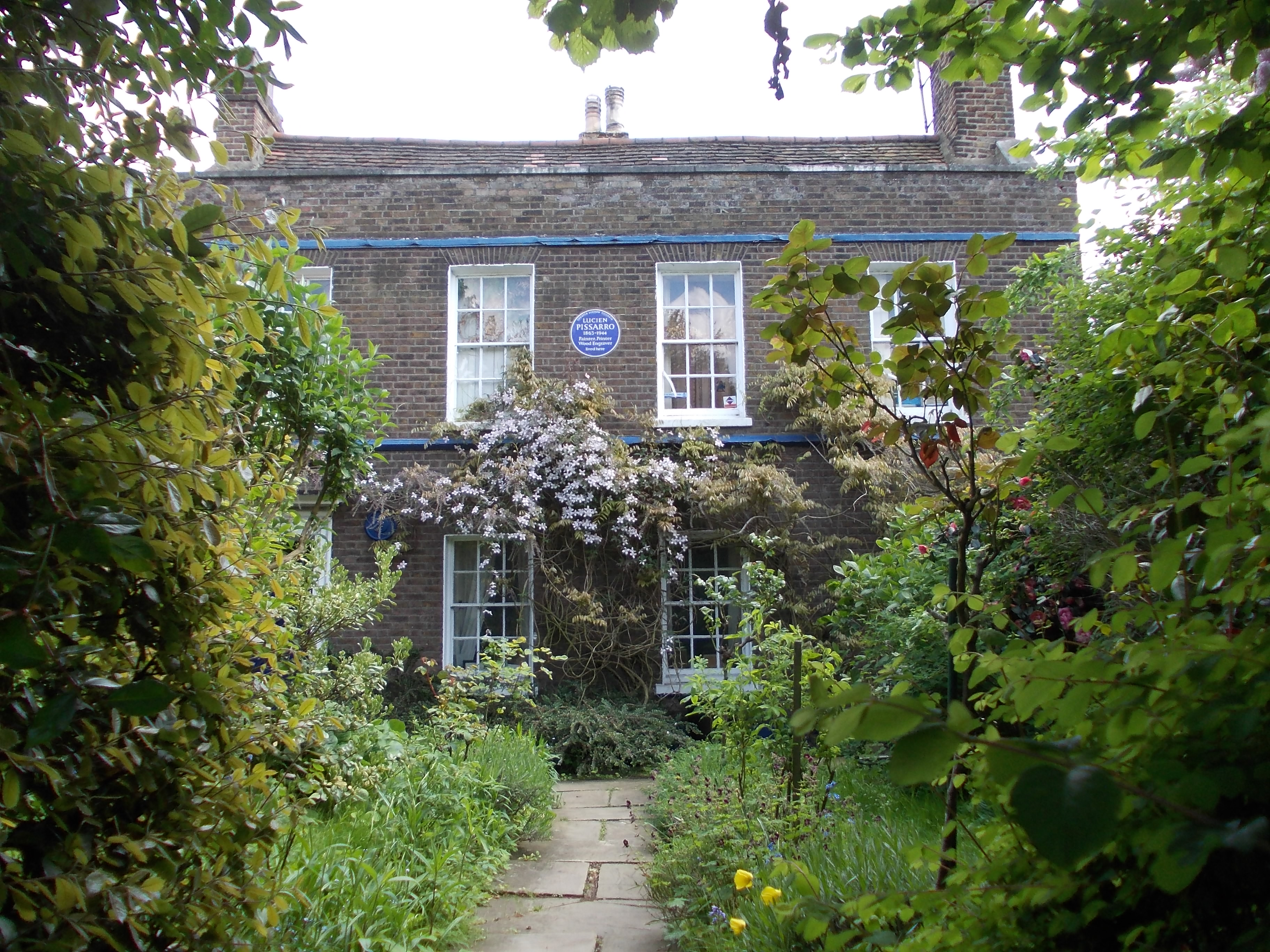
Dom Luciena Pissarro’s przy Stamford Brook w Londynie z tabliczką informacyjną w jęz. angielskim: „Lucien Pissarro 1863-1944 malarz, grafik, drzeworytnik mieszkał tutaj”

W listopadzie 1890 roku Lucien Pissarro przeniósł się na stałe do Anglii, ponieważ zainteresował się bliżej twórczością Williama Morrisa i ilustratorów spod znaku Arts and Crafts Movement. W 1891 roku wykładał impresjonizm w Art Workers Guild. Innym powodem jego przeprowadzki były względy osobiste – w 1883 roku podczas swojej pierwszej wizyty w Anglii poznał Esther Levi Bensusan (1870–1951), z którą 10 sierpnia 1892 roku się ożenił. Miesiąc miodowy oboje spędzili w Rouen, po czym przez osiem miesięcy przebywali w domu rodziców Luciena w Éragny, na północny zachód od Paryża.
Po powrocie do Anglii para osiedliła się w Epping, gdzie mieszkała w latach 1893–1897. 8 października 1893 roku urodziło się ich jedyne dziecko, córka Orovida Camille Pissarro; znana często jako Orovida, była ona malarką i graficzką, przedstawiającą w swej twórczości głównie motywy zwierzęce.
Zainspirowany wydawnictwem Kelmscott Press Williama Morrisa, Pissarro założył własne, Eragny Press, nazwane tak na cześć rodzinnej posiadłości artysty we Francji. Pierwszą publikacją wydawnictwa było tłumaczenie francuskiego baśni, Królowa Ryb, napisanej w 1894 roku przez znajomą Esther, Margaret Rust; dla tego wydania Pissarro wykonał kolorowe drzeworyty i napisał ręcznie tekst. Wydawnictwo Eragny Press działało do 1914 roku, publikując w tym czasie 32 książki.

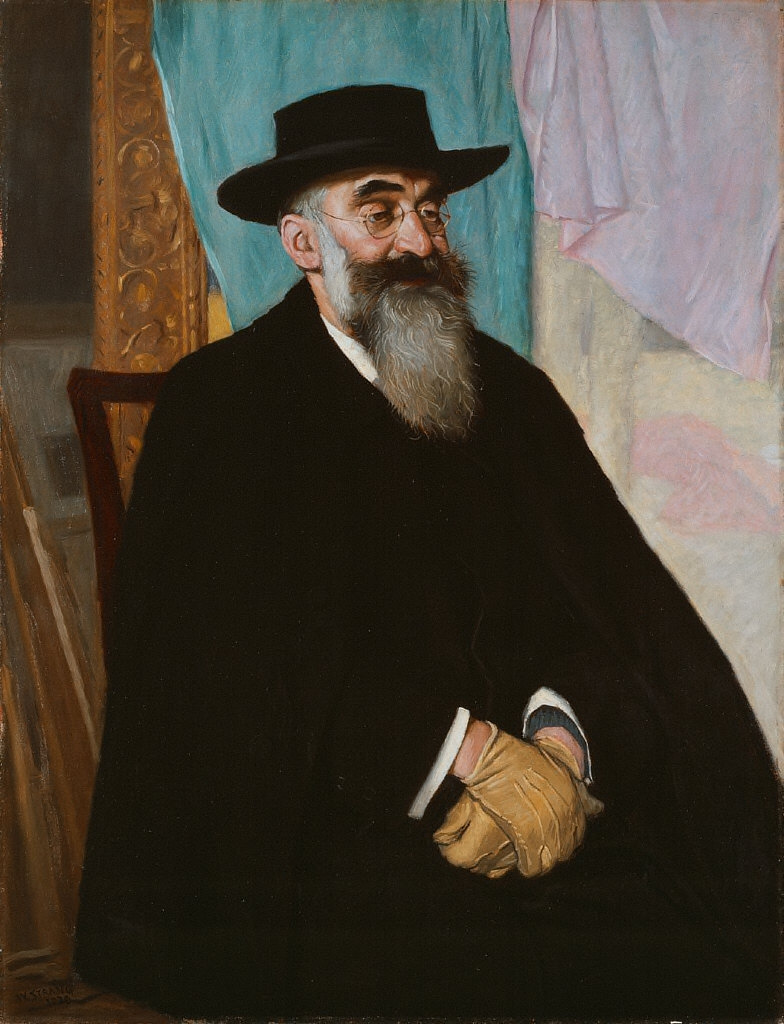
William Strang, Portret Luciena Pissarro, 1920, National Gallery of Canada

W marcu 1897 roku Pissarro doznał udaru mózgu, który sprawił, iż regularne malowanie mógł podjąć dopiero w 1905 roku. Z pomocą Esther był jednak w stanie kontynuować produkcję książek, choć w zmniejszonej ilości, używając uprzednio przygotowanych rycin. W listopadzie i grudniu 1904 roku w siedzibie New English Art Club Pissarro wystawiał swój namalowany 10 lat wcześniej obraz Kwiecień, Epping. Przy tej okazji odnowił kontakty z poznanymi w tamtym czasie artystami. W roku 1907 został zaproszony do Walter Sickert’s Fitzroy Street Group, gdzie poznał artystów, którzy w 1911 roku założyli ugrupowanie artystyczne Camden Town Group. Jako przedstawiciel francuskiego impresjonizmu i neoimpresjonizmu stał się istotną inspiracją dla członków tego ugrupowania (obok Seurata, Signaca i van Gogha). Około 1910 roku Pissarro poznał malarza i krytyka sztuki, J. B. Mansona, który stał się jego najbliższym przyjacielem i sojusznikiem w tamtym czasie. Manson w 1913 roku napisał artykuł o książkowych ilustracjach Pissarro, a w 1916 roku artykuł na temat jego obrazów. Promował prace Pissarro wśród prywatnych kolekcjonerów i instytucji artystycznych w Wielkiej Brytanii i w Nowym Jorku. W grudniu 1912 roku Manson dołączył do grona pracowników Tate Gallery, a w 1930 roku został jej dyrektorem. Dzięki ich ścisłej przyjaźni, Pissarro miał pewien wpływ na akwizycje Tate w tym czasie. W lipcu 1916 roku otrzymał obywatelstwo brytyjskie.
Pierwsza indywidualna wystawa prac Luciena Pissarro miała miejsce w maju 1913 roku w Carfax Gallery. W latach 20. i 30 jego prace były wystawiane powszechnie, niekiedy w połączeniu z pracami jego ojca i córki. Pośmiertne wystawy obrazów i rycin Pissarro zorganizowano w Leicester Galleries w Londynie w 1946 i 1947 roku. Po jego śmierci artysty 10 lipca 1944 wdowa po nim przekazała bogate archiwum rodzinne do Ashmolean Museum w Oksfordzie.

## Twórczość
Lucien Pissarro był, podobnie jak jego ojciec, głównie pejzażystą w malarstwie, lokującym się na pograniczu impresjonizmu i konsekwentnego neoimpresjonizmu. Namalował ponad 550 pejzaży Anglii i Francji używając palety składającej się z jasnych i czystych kolorów.
Choć znajdował się w cieniu sławniejszego ojca, był ważnym łącznikiem pomiędzy francuskim impresjonizmem i neoimpresjonizmem a sztuką angielską. W 1919 roku pomagał w zakładaniu ugrupowania Monarro Group, które popularyzowało impresjonizm w Anglii. Korespondencja pomiędzy Lucienem a ojcem stanowi ważny dokument w historii ruchów impresjonistycznych i neoimpresjonistycznych.
Lucien Pissarro głównie znany jest jednak z prac graficznych, jako twórca Eragny Press, odgrywającej ważną rolę w dziejach nowoczesnej ilustracji książkowej i druku artystycznego. Pissarro uprawiał też drzeworyt i linoryt.